# Auscultació

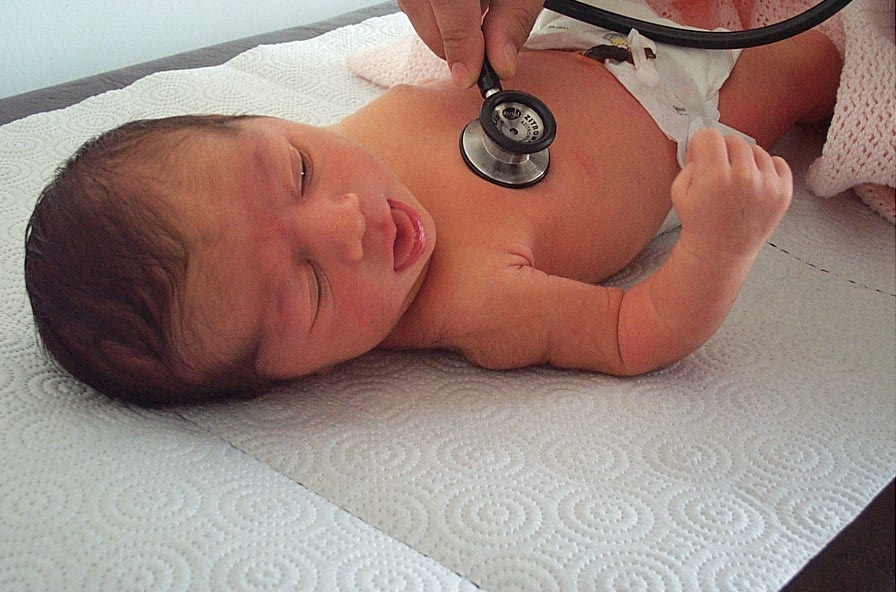
Auscultació d'un nadó

L'auscultació (del verb llatí "escoltar") és el terme emprat per escoltar externament els sons del cos, en general amb un estetoscopi. L'auscultació es realitza a l'efecte d'examinar el sistema circulatori (sorolls cardíacs), l'aparell respiratori (la respiració) i l'aparell digestiu (sorolls intestinals).
El terme va ser introduït per René Théophile Hyacinthe Laënnec. L'acte d'escoltar els sons del cos amb fins de diagnòstic és molt antic, possiblement ja es practicava en l'antic Egipte. La contribució de Laënnec fou la de perfeccionar el procediment, en associar els sons amb els canvis patològics específics en el pit; i la invenció, en el procés, d'un instrument adequat (l'estetoscopi). Originalment, no hi havia una distinció entre l'auscultació immediata (sense ajuda) i l'auscultació mediata (usant un instrument).
L'auscultació és una habilitat que requereix una bona experiència clínica (amb bones habilitats per escoltar) i un bon estetoscopi. Els metges escolten als tres principals òrgans/sistemes durant l'auscultació: el cor, els pulmons i el sistema gastrointestinal. Quan s'ausculta el cor, els metges poden distingir els sons anormals, incloent bufs cardíacs, galops, i altres sons addicionals coincidint amb els batecs del cor; així com la freqüència cardíaca. En escoltar els pulmons poden distingir els sorolls respiratoris anormals com sibilàncies, crepitacions i frecs. L'auscultació del sistema gastrointestinal se centra en la presència (o augment) dels sorolls intestinals.
Els estetoscopis electrònics poden tenir dispositius de gravació, i poden proporcionar una reducció del soroll i una millora del senyal. Això és útil per als propòsits de la telemedicina (diagnòstic a distància) i per l'ensenyament. Això ha obert el camp de l'auscultació assistida per ordinador.